# Строев, Евгений Алексеевич
Евге́ний Алексе́евич Стро́ев (5 февраля 1942 года, Куйбышев, РСФСР, СССР, — 13 сентября 1999 года, Москва, Российская Федерация) — советский и российский биофизик, доктор медицинских наук, профессор (1976), академик РАН (1991), в 1987—1999 годах — ректор РязГМУ. Избирался членом Верховного Совета Российской Федерации и депутатом Совета Федерации России, в последнем возглавлял комитет по вопросам науки, культуры и образования (1994—1996).

## Биография
Окончил Рязанский медицинский институт (1966). В альма-матер (университет с 1993 года) также учился в аспирантуре и затем прошёл путь до заведующего кафедрой биохимии и ректора.
С созданием в 1994 году Рязанского областного научно-технического апитерапевтического общества был избран его председателем.
Депутат Верховного Совета РФ, член Совета Республики Верховного Совета РФ, член Комитета по охране здоровья, социальному обеспечению и физической культуре и Комитета по международным делам и внешнеэкономическим связям (1990—1993). Депутат Совета Федерации РФ первого созыва, Председатель Комитета Совета Федерации по вопросам науки, культуры и образования (1994—1996).
Умер от рака желудка. Похоронен на Троекуровском кладбище г. Москвы, участок 4б.
Награждён орденом Почёта (1996). Заслуженный деятель науки РСФСР (1991).
Занимался вопросами гормональной регуляции ферментных систем в норме и патологии.
Автор более 200 работ, 8 монографий и учебников.